# فرانك ميسنر
فرانك ميسنر (بالإنجليزية: Frank Meissner)‏ هو دراج أمريكي، ولد في 19 يوليو 1894 في غراند رابيدز في الولايات المتحدة، وتوفي في 14 مايو 1966.

## وصلات خارجية
- فرانك ميسنر على موقع إحصائيات الدراجات الإحترافية (الإنجليزية)
- فرانك ميسنر على موقع أوليمبيديا (الإنجليزية)